# Clara Isabel Francia
Clara Isabel Francia (Logronyo, 25 d'abril de 1940) és una periodista espanyola que va desenvolupar gairebé tota la seva carrera professional en Televisió Espanyola (TVE), tant com a presentadora en una primera etapa, com a directora i realitzadora en els seus últims anys professionals.
Va estudiar filosofia i lletres, i va debutar en la cadena pública el 1962, al programa infantil Escuela TV. El 1965 va ingressar en la plantilla de locutores fixes de TVE. Durant la dècada dels 60 i primers anys 70, va passar per diferents programes de varietats, compartint plató amb professionals de la casa com José Luis Uribarri o Juan Antonio Fernández Abajo.
Posteriorment, es va incorporar als serveis informatius, presentant el Telediario en l'època de la transició, al costat de Ladislao Azcona.
Entre 1982 i 1983 va dirigir La 2 de Televisió Espanyola, càrrec del qual va acabar dimitint per una controvèrsia amb el periodista de la cadena José Luis Balbín. Posteriorment, va ser nomenada directora de Radiocadena Española el 1986, amb Eduardo García Matilla com a adjunt. Durant la seva gestió es va actualitzar la imatge i la plantilla tècnica i professional de les principals emissores de la cadena.
També va treballar en la direcció de programes com a Letra pequeña (1984-1986), espai literari, presentat per Isabel Tenaille, Cuestión capital (1994), Modelo para armar (1997), sobre sortides professionals o Al habla (1998), sobre el correcte ús de l'idioma.

## Programes presentats
- Escuela TV (1962).
- Sábado 65 (1965).
- Fin de semana (1965-1969).
- TVE es noticia (1966).
- Buenas tardes (1970).
- De la A a la Z (1972).
- Siempre en domingo (1972).
- Tarde para todos (1972).
- Tele-Revista (1974).
- Cultural informativo (1975).
- Telediario (1975-1977).
- Los espectáculos (1978).